# Robert Diamond
Robert Edward (Bob) Diamond (Holyoke, 27 juli 1951) is een Amerikaans bankier.

## Leven en werk
Diamond werd in 1951 in Holyoke geboren. Hij studeerde economie aan de Colby College en vervolgens behaalde hij zijn master of business administration aan de Universiteit van Connecticut. Hij begon zijn carrière als universitair docent aan de business school van dezelfde universiteit. Daarna was hij voorzitter van de Global Fixed Income en van de Foreign Exchange. In 1992 was hij werkzaam bij de Credit Suisse First Boston Azië en Diamond was aldaar bestuursvoorzitter en verantwoordelijk voor investeringsbankieren. Sinds september 2010 was hij bestuursvoorzitter van de Britse financiële-dienstverlener Barclays, totdat hij op 3 juli 2012 ontslag nam naar aanleiding van een schandaal waarbij Barclays-medewerkers gesjoemeld zouden hebben met cijfers.